# Harvard Graphics
Harvard Graphics va ser un dels primers programes de presentacions (el primer fou VCN ExecuVision) creat per MS-DOS i Windows.

## Història

### Inicis
La primera versió va veure la llum l'any 1986 amb el Harvard Presenation Graphics; aquest era un programa capaç d'incorporar text, gràfics i diagrames en una fulla en slideshow.
Forethought era una companyia que estava creant un programa de presentacions; aquest programa va ser ofert per Apple Macintosh, el PowerPoint 1.0 l'any 1987. El 1988 Forethought va ser comprada per Microsoft i va presentar una versió per Windows, el PowerPoint for Windows 2.0. Tot i la presència d'aquest, Harvard Graphics ostentava el major nombre de vendes al mercat, amb gairebé el 70% del "share" del mercat, d'acord IDC.
PowerPoint va ser afegit dins la Microsoft Office per Mac OS l'any 1990. L'any 1991 es presenta el Harvard Graphics per Windows 3.0.

### Declivi
Amb el Microsoft PowerPoint, Lotus Freelance, Aldus Persuasion i (posteriorment) WordPerfect Presentations van provocar una reducció gradual del "share" de mercat de Harvard Graphics. L'any 2001 Serif Incorporated va adquirir els drets exclusius de Harvard Graphics Inc.